# التصاق چانه‌ای
التصاق چانه‌ای، ارتفاق چانه‌ای یا التصاق زیرواره‌ای (انگلیسی: Mandibular symphysis) در خط وسط جایی که دونیمه بدنه فک پایینی به هم متصل می‌شوند به صورت ستیغ نامشخص قابل لمس می‌باشد.
التصاق نوعی مفصل است که در آن دو سر استخوان‌ها به‌وسیله صفحه رشته‌ای غضروفی محکم به یکدیگر چسبیده‌اند.